# Långvattnet, Dalarna
Långvattnet är en sjö i Lindesbergs kommun och Smedjebackens kommun i Dalarna och ingår i Norrströms huvudavrinningsområde. Sjön är 26 meter djup, har en yta på 3,02 kvadratkilometer och befinner sig 257,5 meter över havet. Sjön avvattnas av vattendraget Hedströmmen.

## Delavrinningsområde
Långvattnet ingår i det delavrinningsområde (665086-147080) som SMHI kallar för Utloppet av Långvattnet. Medelhöjden är 285 meter över havet och ytan är 26,77 kvadratkilometer. Räknas de 7 avrinningsområdena uppströms in blir den ackumulerade arean 93,66 kvadratkilometer. Hedströmmen som avvattnar avrinningsområdet har biflödesordning 3, vilket innebär att vattnet flödar genom totalt 3 vattendrag innan det når havet efter 245 kilometer. Avrinningsområdet består mestadels av skog (75 procent). Avrinningsområdet har 3,53 kvadratkilometer vattenytor vilket ger det en sjöprocent på 13,2 procent.